# NGC 1945
NGC 1945 是剑鱼座的一個發射星雲，位於大麦哲伦星云。该天体由英国蘇格蘭天文学家詹姆士·敦洛普于1826年11月6日发现。NGC 1945 的形状像一只蝴蝶。